# Hermann zu Wied
Wilhelm Hermann Karl zu Wied (ur. 22 maja 1814 w Neuwied, zm. 5 marca 1864 w Neuwied) – niemiecki szlachcic, czwarty książę zu Wied.
Znany propagator osadnictwa niemieckiego w Teksasie. Współpracownik Karla zu Leiningen. W czasie Wiosny Ludów utracił władzę w swoim księstwie.

## Rodzina
Syn Johanna Karla Augusta zu Wied (1779 - 1836) - trzeciego księcia zu Wied i księżniczki Zofii Augusty zu Solms - Braunfels (1796 - 1855).
Ożenił się 20 czerwca 1842 z księżniczką Marią von Nassau - Weilburg (1825 - 1902), córką księcia Wilhelma I von Nassau - Weilburg (1792 - 1839) i księżnej Luizy von Sachsen - Hildburghausen (1794 - 1825), siostrą księcia Adolfa von Nassau.
Ojciec Wilhelma Adolfa Maksymiliana zu Wied (1845 - 1907) oraz Elżbiety zu Wied - żony Karola króla Rumunii.